# 트란스발납작도마뱀붙이
트란스발납작도마뱀붙이(Afroedura transvaalica)는 트란스발 락 게코(Transvaal rock gecko), 트란스발 플랫 게코(Transvaal flat gecko), 림포포 플랫 게코(Limpopo flat gecko), 짐바브웨 플랫 게코(Zimbabwe flat gecko)라고도 불리며, 남아프리카에 고유한 도마뱀붙이류의 일종이다.

## 분류
남아프리카의 파충류학자 존 휴이트(:en:John Hewitt (herpetologist))가 1925년에 이명(:en:Binomial nomenclature)으로 최초로 기술하였다.

## 분포와 서식지
종명 transvaalica, 일반명 트란스발납작도마뱀붙이는 이 녀석들이 거의 짐바브웨에만 서식한다는 점에서 오명칭(en:misnomer)이다; 하지만 림포포주 북부, 남아프리카, 모잠비크 북서부에도 소규모의 서식지가 존재한다. 이 녀석들의 서식지의 90% 이상은 짐바브웨에 존재하므로, 짐바브웨 고유종으로 간주된다.
A. transvaalica 트란스발납작은 짐바브웨를 가로지르는 중습성(:en:Mesic habitat) 서식지에 분포하며, 고도 1000 - 1800 m 의 화강암, 사암 노두를 선호한다.

## 습성
트란스발납작은 굉장히 사회적이며 야행성이다; 낮에는 바위조각 아래에 숨는다. 충식동물이며 딱정벌레, 귀뚜라미, 메뚜기류를 먹는다.
성숙한 암컷은 껍질이 단단한 한 쌍의 알을, 대개 공동 둥지에 낳는다. 알은 막 낳았을 때는 부드럽고 끈적인다.

## 아종
현재 등록된 아종은 없다. 예전에 Afroedura t. loveridgei라는 이름의 아종이었던 러브릿지납작도마뱀붙이(:en:Loveridge's rock gecko)는 현재 Afroedura loveridgei라는 이름의 종으로 승격되었다. 잠베지강 계곡의 테트 주변의 적합한 서식지에만 분포한다.

## 외부 문헌
- Hewitt J. 1925. On some new species of Reptiles and Amphibians from South Africa. Records of the Albany Museum (Grahamstown, South Africa) 3: 343-370. (Oedura transvaalica, new species, p. 350).